# BDWM Transport

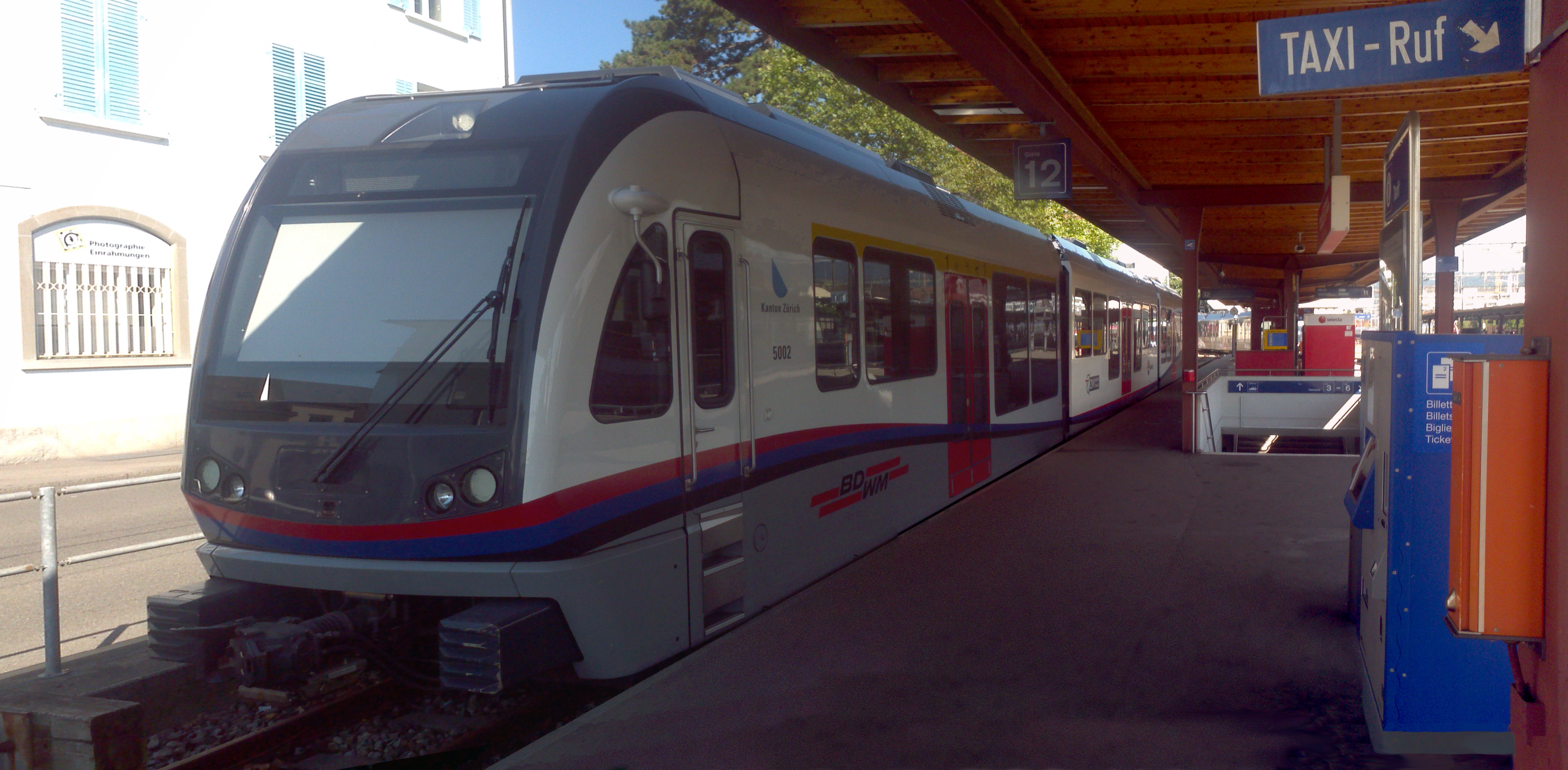
Endstation Dietikon

Die BDWM Transport AG (kurz BDWM) war ein mittelgrosser Verkehrsbetrieb im Schweizer Kanton Aargau mit Sitz in Bremgarten. Die Gesellschaft entstand im Jahr 2000 aus der Fusion der Bremgarten-Dietikon-Bahn (BD) mit der Wohlen-Meisterschwanden-Bahn (WM). Sie betrieb die Schmalspurbahn zwischen Wohlen und Dietikon sowie mehrere Buslinien. Am 19. Juni 2018 fusionierte die BDWM mit der Wynental- und Suhrentalbahn (WSB) zur Aargau Verkehr AG (AVA). BDWM bleibt hingegen als Produktname erhalten.

## Geschichte
Die BD war seit 1920 die Betriebsgesellschaft der 1916 eröffneten WM gewesen. Seit der Stilllegung der normalspurigen Strecke zwischen Wohlen und Fahrwangen im Jahr 1997 betrieb die WM die dazumal nach Meisterschwanden verlängerte Buslinie. Die Fusion der beiden Unternehmen zur BDWM wurde im Jahr 2000 vollzogen.
Im Jahr 2002 gewann die BDWM die Ausschreibung für ein Netz von sechs Buslinien im dicht besiedelten Limmattal zwischen Zürich und Spreitenbach. Am 1. Januar 2003 nahm die eigens gegründete Tochtergesellschaft Limmat Bus AG den Betrieb auf.
Im selben Jahr erhielt die BDWM zusammen mit den Schweizerischen Bundesbahnen (SBB) auch den Zuschlag für neun Buslinien in der Region Wiggertal um Zofingen. Die Übergabe ans Konsortium SBB-Bus Zofingen/Reiden (SZR) hätte eigentlich mit dem Fahrplanwechsel vom 12. Dezember 2004 erfolgen sollen. Da die bisherige Konzessionsinhaberin Postauto Aargau den Vergabeentscheid mittels einer Beschwerde anfocht, verzögerte sich der Betreiberwechsel um zwei Jahre.
Ab Dezember 2009 wurden die bisherigen Triebwagen der BD laufend ersetzt durch neue Fahrzeuge vom Typ ABe 4/8 «Diamant», gebaut von der Firma Stadler Rail in Bussnang.
Um den Fahrbetrieb der Limmattalbahn bewarben sich die Verkehrsbetriebe Zürich (VBZ), die Sihltal-Zürich-Uetliberg-Bahn (SZU) und die BDWM Transport AG. Der Entscheid der Kantone Zürich und Aargau sowie des Bundesamts für Verkehr (BAV) fiel 2016 zugunsten der BDWM. Die Vergabe soll zunächst für zehn Jahre ab Betriebsaufnahme im Dezember 2022 erfolgen. Mit dem Mitte 2018 erfolgten Fusionsbeschluss ging die BDWM in der Aargau Verkehr AG (AVA) auf.